# Houghton megye
Houghton megye az Amerikai Egyesült Államokban, azon belül Michigan államban található. Megyeszékhelye és legnagyobb városa Houghton. Lakosainak száma 37 361 fő (2020. április 1.). Houghton megye Keweenaw, Iron, Baraga és Ontonagon megyékkel határos.

## Népesség
A megye népességének változása:
| Lakosok száma | 36 704 | 36 701 | 36 460 | 36 225 | 36 380 | 37 361 |
|               | 2010   | 2011   | 2012   | 2013   | 2015   | 2020   |